# جيم أمارال
جيم أمارال (بالإنجليزية: Jim Amaral)‏ هو رسام أمريكي، ولد في 3 مارس 1933 في بليسانتون في الولايات المتحدة.